# There She Goes Again
«There She Goes Again» — песня американской рок-группы The Velvet Underground. Она была представлена на их дебютном альбоме The Velvet Underground & Nico 1967 года. Синкопированный гитарный рифф был заимствован из песни Марвина Гэя «Hitch Hike». Гитарист Стерлинг Моррисон заявил:
В плане темпа, мы всегда были предельно аккуратной группой. Если мы где то ускоряли темп или замедляли его, всё было именно так и задумано. Если вы послушайте соло проигрыш на песне "There She Goes Again", он становится — всё медленнее, медленнее и медленнее. И когда он снова возвращается к строкам "bye-bye-byes", мы начинаем играть в удвоенном темпе, огромный скачок и удвоение скорости.
Группа R.E.M. записала кавер-версию на эту песню, они выпустили её синглом на Стороне „Б“ песни «Radio Free Europe» (песня также появляется на сборнике синглов Dead Letter Office в 1987 году). Она была также включена в качестве бонусного трека на переиздании 1993 года альбома Murmur.

## Участники записи
- Лу Рид – вокал, соло-гитара
- Джон Кейл – бас-гитара, бэк-вокал
- Стерлинг Моррисон – ритм-гитара, бэк-вокал
- Морин Такер – перкуссия